# Castelo de Santiago do Cacém

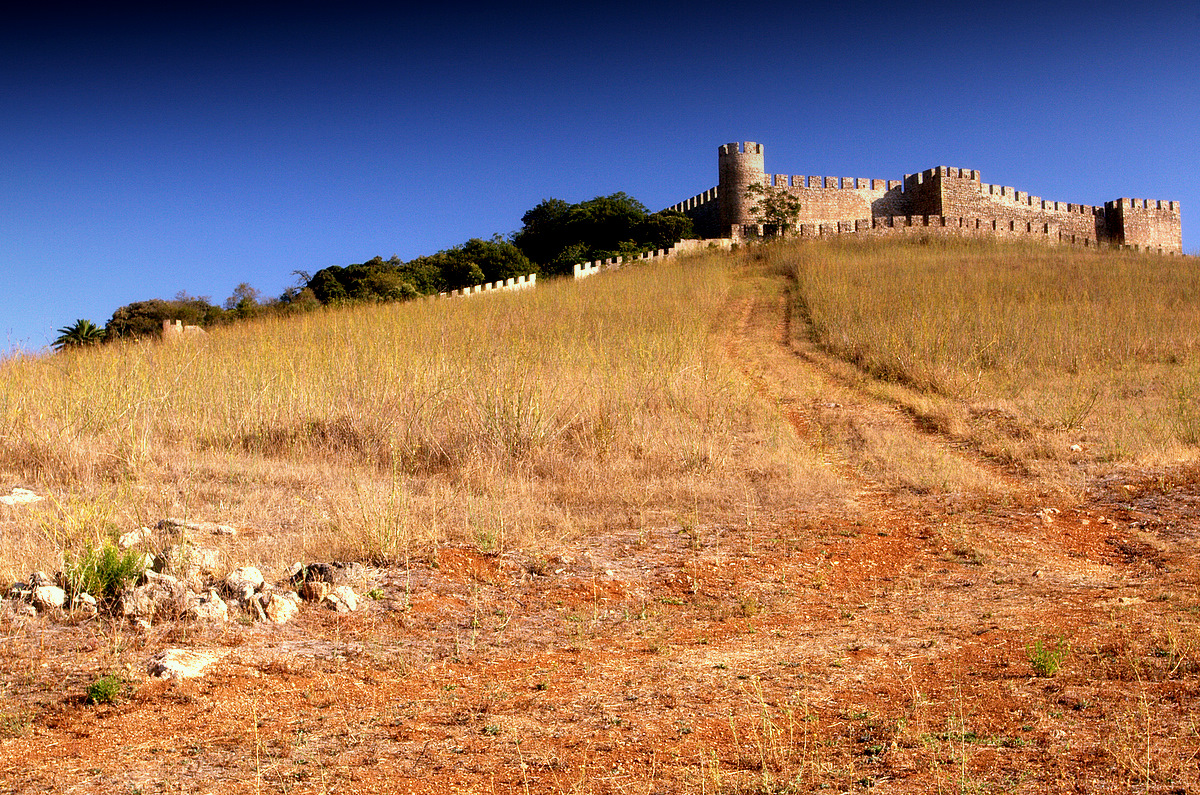
Castelo de Santiago do Cacém

O Castelo de Santiago do Cacém, no Alentejo, localiza-se na freguesia de Santiago do Cacém, Santa Cruz e São Bartolomeu da Serra, na cidade e município de Santiago do Cacém, no distrito de Setúbal, em Portugal.
Em posição dominante sobre uma modesta colina, vizinha à orla atlântica e ao porto de Sines, controlava a planície vizinha. Atualmente integra a Região de Turismo da Costa Azul.
O Castelo de Santiago do Cacém está classificado como Monumento Nacional desde 1910.

## História

### Antecedentes
A primitiva ocupação humana de seu local remonta a tribos Celtas. À época da romanização da Península Ibérica, a povoação então existente era denominada como Miróbriga, integrando a jurisdição conventual de Pax Júlia (atual Beja).
Ocupada pelos Alanos durante as primeiras décadas do século V, foi abandonada no século VI, tendo a população se deslocado para a colina vizinha, mais próxima ao mar. A nova povoação foi sucessivamente dominada pelos Visigodos e no começo do segundo decênio do século VIII, pelos Muçulmanos, quando passou a ser denominada como Kassen.

### O castelo medieval
À época da Reconquista cristã da Península, Santiago do Cacém foi pela primeira vez tomada em 1158, no contexto da conquista de Alcácer do Sal pelas forças de D. Afonso Henriques (1112-1185). Do mesmo modo, seria recuperada entre 1190 e 1191 pelas forças do califa almóada Iacube Almançor quando retomaram aquela cidade.
Desde 1186 Sancho I de Portugal havia doado à Ordem de Santiago os domínios de Almada, Palmela e Alcácer do Sal. As duas primeiras haviam sido reconquistadas anteriormente a 1194; a última permaneceu em posse muçulmana até 1217. Neste ano, sob o reinado de D. Afonso II (1211-1223),Santiago Do Cacém passa definitivamente para a posse de Portugal, quando os seus domínios foram também doados aos cavaleiros da Ordem, passando esses monges guerreiros a ocupar-se da reconstrução das suas defesas. A partir deste período, a povoação passa a ser conhecida por seu atual topônimo: Santiago do Cacém, datando desta fase o seu primeiro foral.
Sob o reinado de D. Dinis (1279-1325), o castelo esteve na posse de  Vataça Láscaris, aia e amiga da rainha Santa Isabel, no período de 1315 até 1336, quando regressou aos domínios da Ordem de Santiago.
À época da crise de 1383-1385, foi uma das primeiras vilas a declarar partido pelo Mestre de Avis, uma vez que D. Fernando Afonso de Albuquerque, Mestre de Santiago, havia disponibilizado ao seu serviço, todos os recursos de sua Ordem.
Sob o reinado de Manuel I de Portugal recebeu Foral Novo (1512).
À época da Dinastia Filipina, Filipe II de Espanha doou o castelo aos duques de Aveiro (1594).

### Da Guerra da Restauração aos nossos dias
A defesa da vila perdeu importância estratégica após a Guerra da Restauração, na segunda do século XVII. O domínio do castelo retornou à posse da Coroa em 1759. A partir de então o antigo castelo foi progressivamente abandonado e entrou em acentuado processo de ruína. As suas dependências foram utilizadas, no século XIX como cemitério da vila.
No século XX, foi classificado como Monumento Nacional por Decreto publicado em 23 de Junho de 1910. Mais recentemente, foram promovidas intervenções de consolidação e restauro a cargo da Direcção-Geral dos Edifícios e Monumentos Nacionais (DGEMN).

## Características

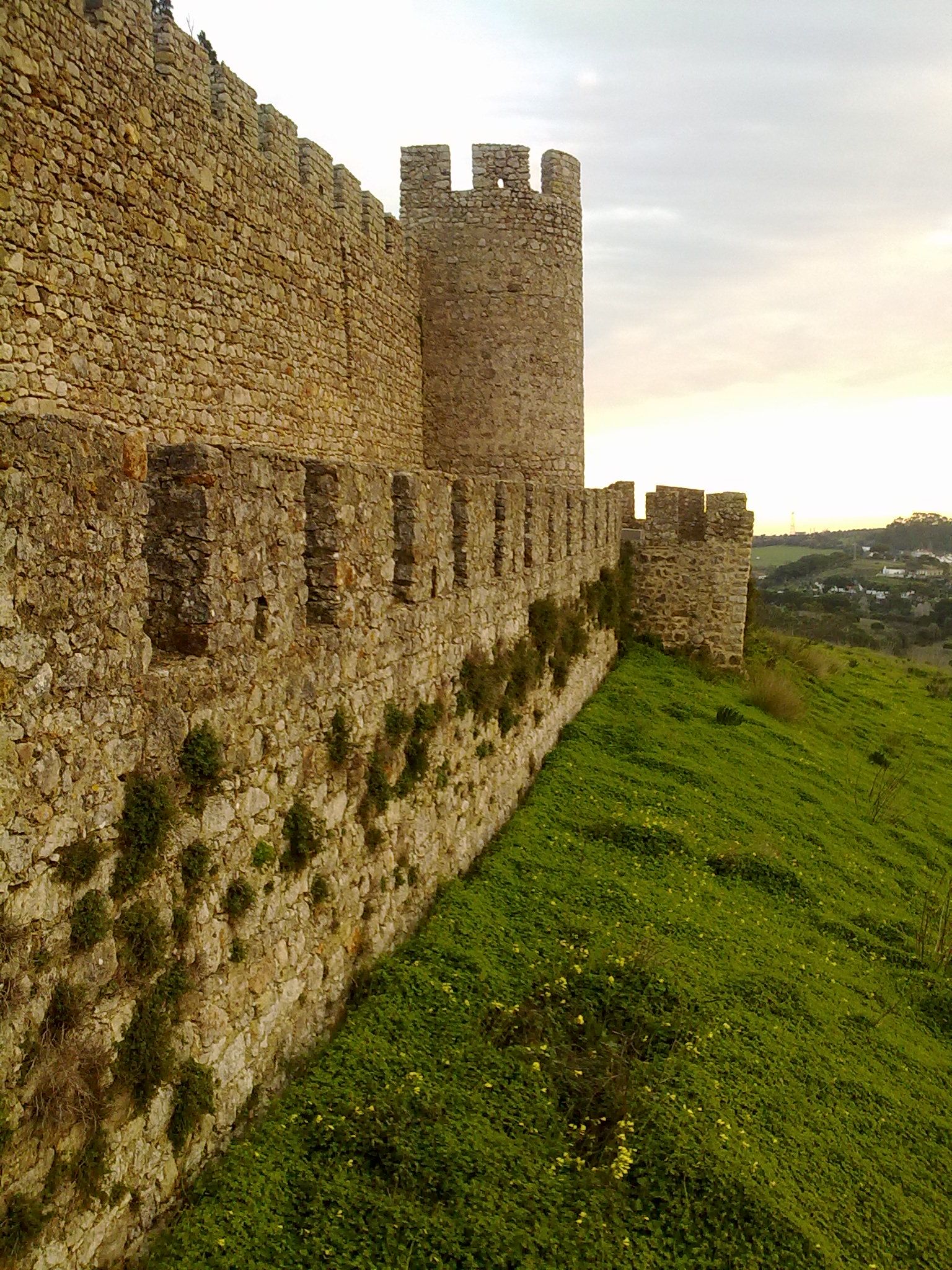
Castelo de Santiago do Cacém.

O castelo apresenta planta aproximadamente retangular, conservando os seus muros ainda traços da fortificação muçulmana. As muralhas, ameadas, são reforçadas por dez torres de planta quadrangular e cubelos semi-cilíndricos, defendidas externamente por uma barbacã, também reforçada por cubelos. No conjunto destaca-se a torre de menagem.
No troço Sudeste da muralha encontra-se adossada a antiga Igreja Matriz de Santiago, onde se observam traços do primitivo estilo românico, do estilo gótico e de posteriores remodelações. Em seu interior destaca-se um grupo escultórico em relevo, representando "Santiago combatendo os Mouros". No pórtico sul destaca-se a decoração com motivos zoomórficos.
Na cidadela medieval subsistem vestígios da primitiva alcáçova.

## As lendas do Castelo

### A lenda da fundação
Ao tempo da ocupação muçulmana, era senhor desta região um mouro muito rico que tinha três filhos: dois rapazes e uma rapariga. Muito idoso, sentindo a morte próxima, chamou os filhos e comunicou-lhes o desejo de repartir os seus bens, pedindo-lhes que o fizessem harmoniosamente entre si. Segundo o costume, o rapaz mais velho tomou para si as terras que desejava; o segundo, procedeu do mesmo modo, com a parte restante. Restando ainda vasta extensão de propriedades e riquezas para a jovem, o idoso pai pergunta-lhe se ficara satisfeita com a parte que lhe tocara, ao que ela respondeu:
- Sim, meu pai, mas não desejo propriedades. Penso que é mais necessário termos um castelo para a nossa defesa. Para mim desejo apenas o terreno que se possa cobrir com a pele de um boi.
Diante da admiração do pai e dos irmãos, apresentaram-lhe a pele que pedira, para que pudesse demarcar a parte que reclamara da herança. A jovem fez então cortar a pele em finas tiras, e com elas delimitou o perímetro da área que pretendia. Ao terminar, sucederam-se três dias de forte nevoeiro, ao fim dos quais se dissipou: todos viram então, erguido por artes mágicas, o Castelo de Santiago do Cacém. (Suplemento Litoral Alentejano, Dezembro de 1998, adaptado.)

### A lenda da princesa bizantina
Uma outra lenda narra que uma princesa, chamada Vataça Láscaris, fugiu do Mediterrâneo oriental, no comando de uma aguerrida esquadra por ela mesma armada. A princesa desembarcou em Sines e, à frente das suas tropas, marchou para o Sul, vindo a atacar uma povoação islâmica, governada por um senhor de nome Kassen. Dando-lhe combate, a princesa derrotou-o e matou-o, tomando-lhe o castelo no dia de Santiago (25 de Julho). Por essa razão, colocou à vila o nome de Santiago de Kassen. (Júlio Gil. Os Mais Belos Castelos de Portugal, adaptado.)

## Galeria

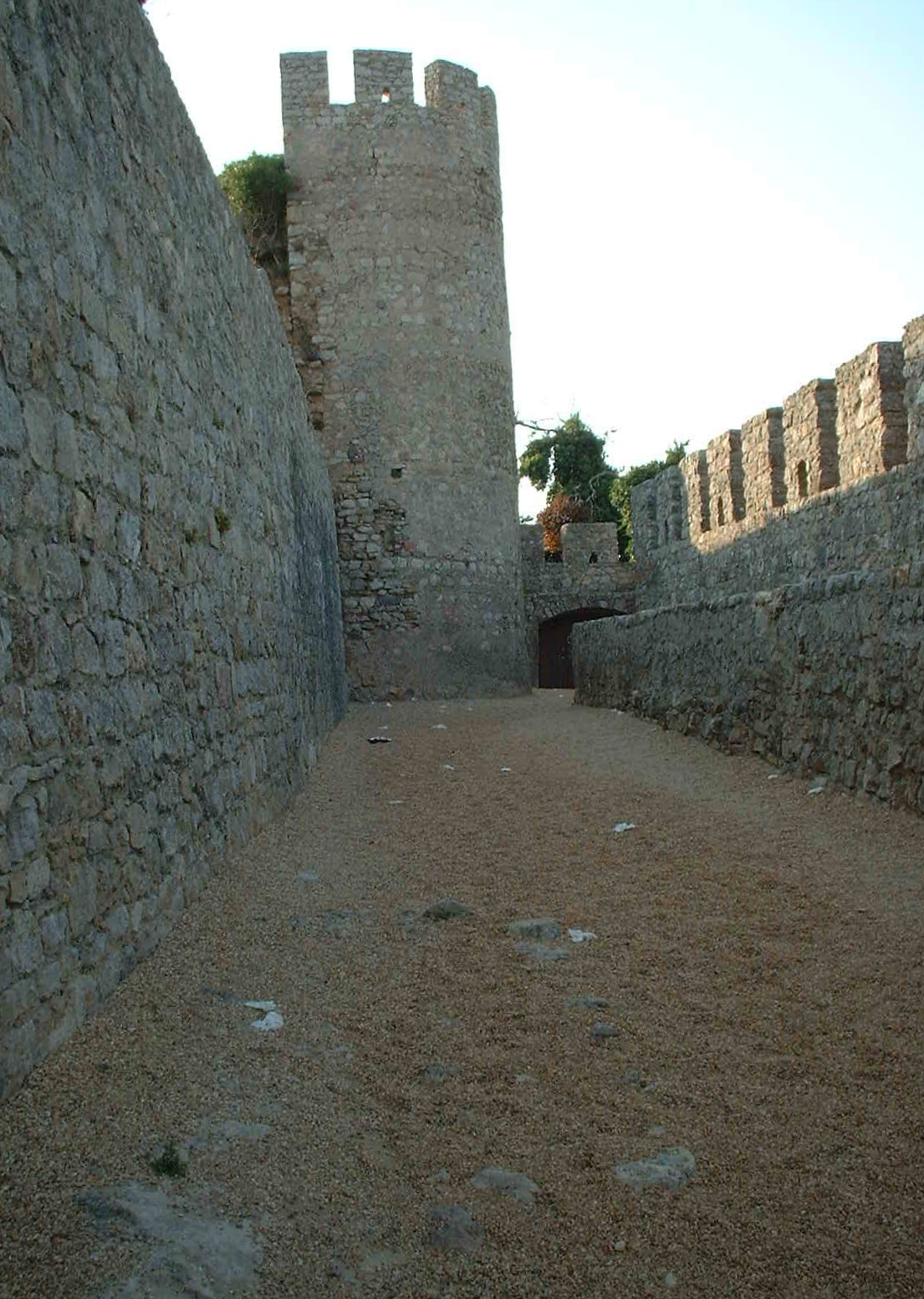
Castelo de Santiago do Cacém
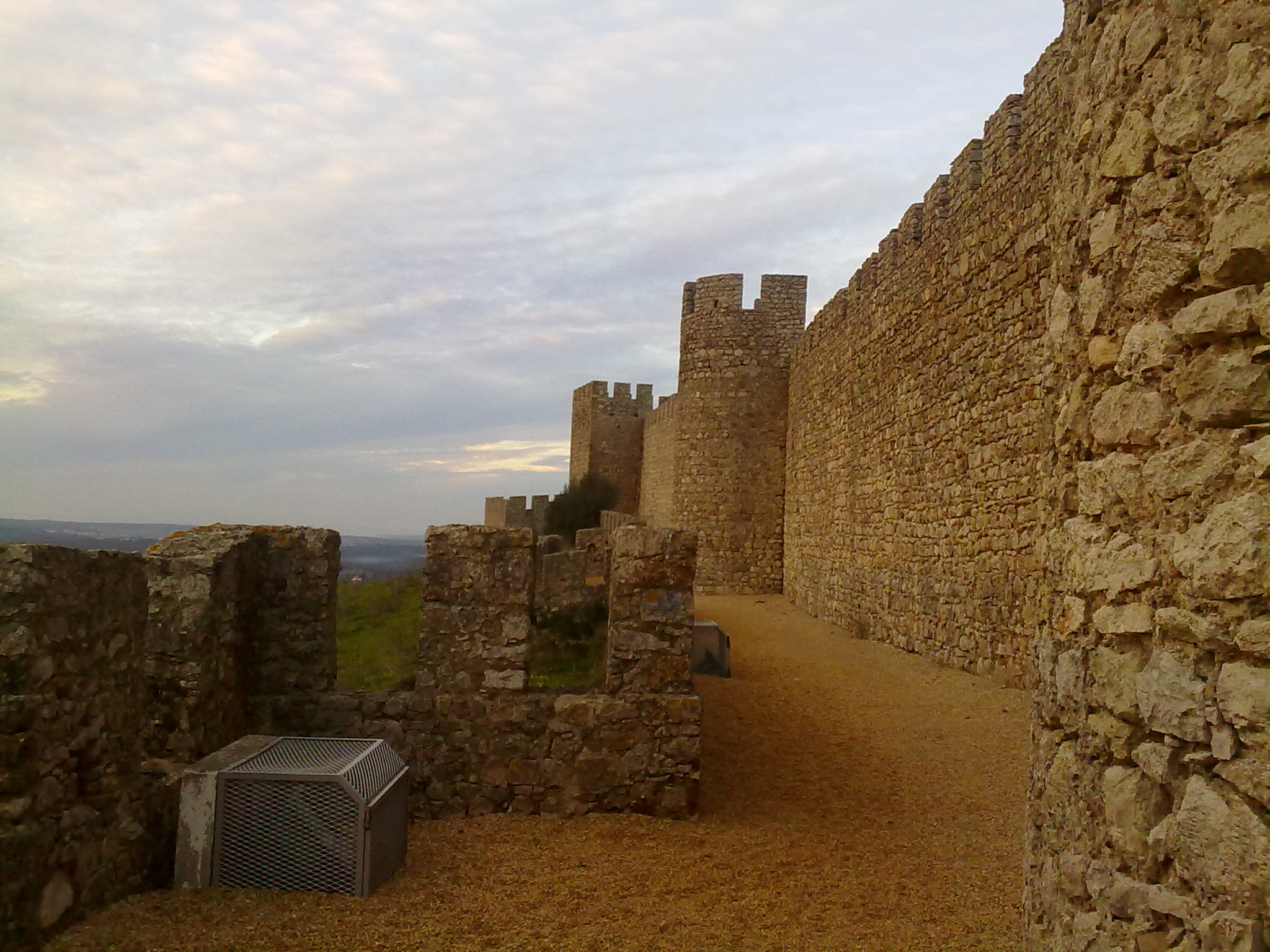
Cubelos e muralha
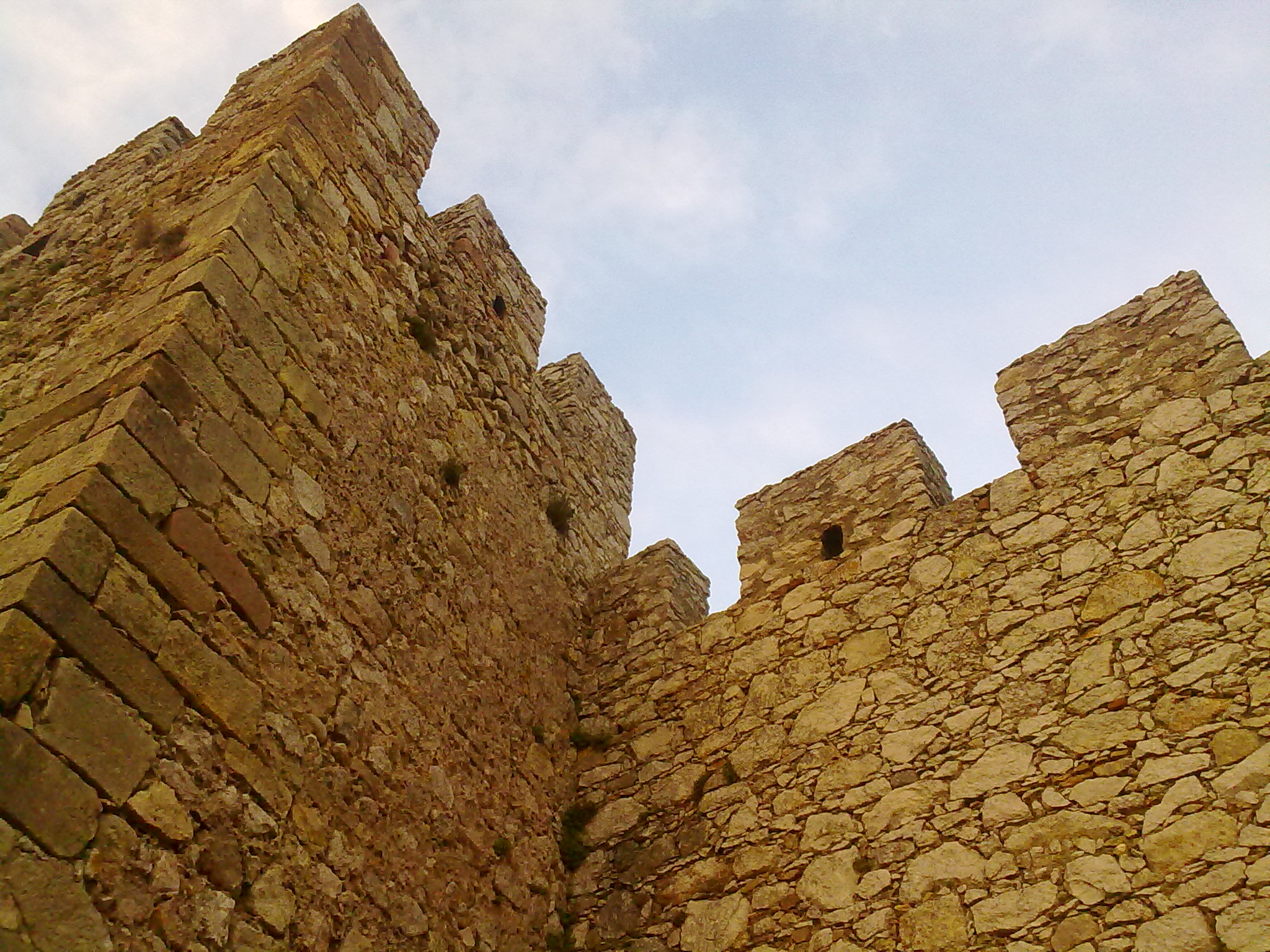
Pormenor da muralha
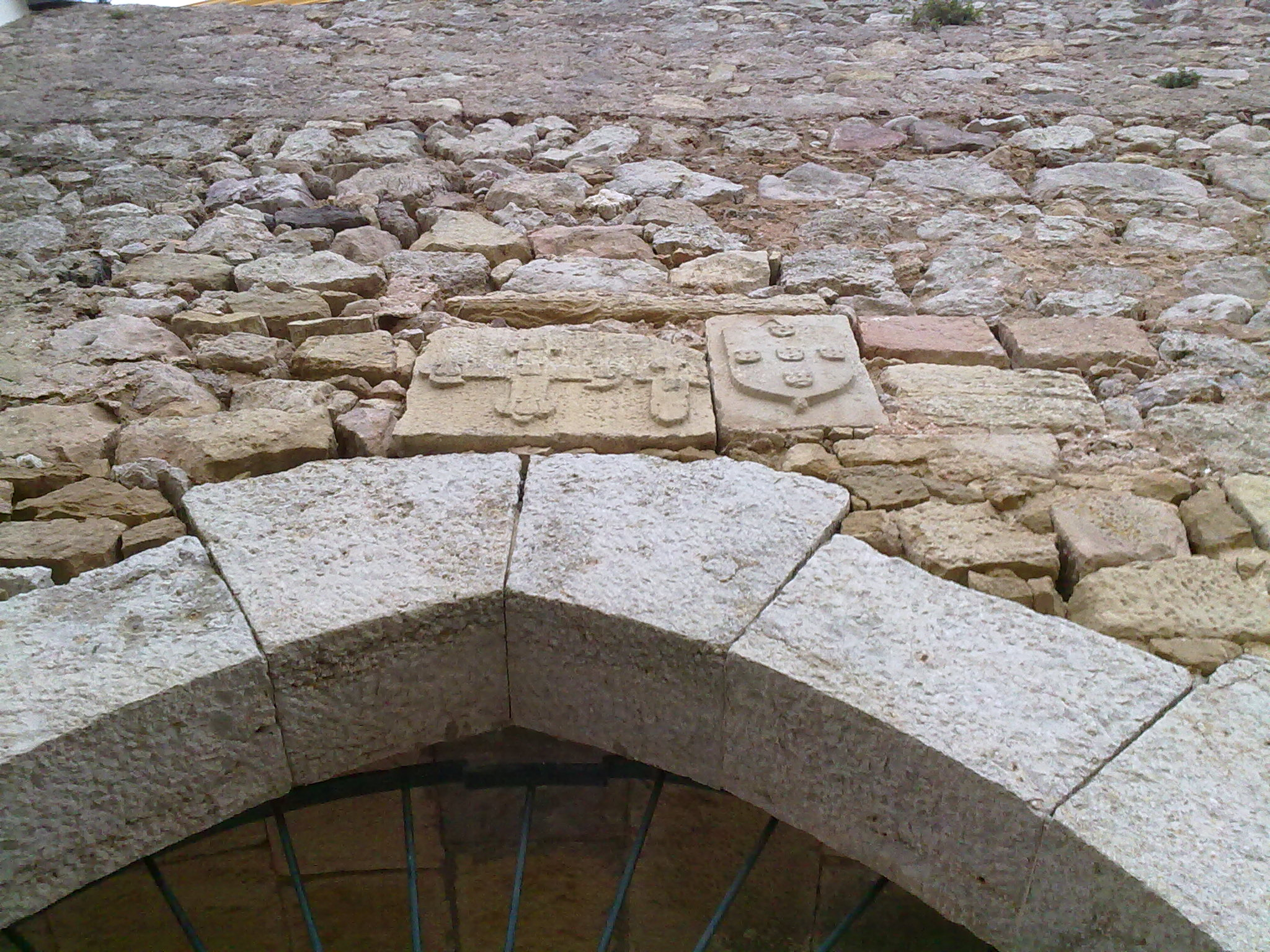
Porta e elementos heráldicos